# Basilisk Crag
Basilisk Crag är en kulle i Antarktis. Den ligger i Sydshetlandsöarna. Argentina, Chile och Storbritannien gör anspråk på området. Toppen på Basilisk Crag är 6 meter över havet.
Terrängen runt Basilisk Crag är platt åt nordost, men söderut är den kuperad. Havet är nära Basilisk Crag norrut. Trakten är obefolkad. Det finns inga samhällen i närheten. 